# 一級艦隊級指揮員
一級艦隊級指揮員（俄语：Флагман флота 1-го ранга）是蘇聯紅海軍的高級軍階，由苏联中央执行委员会於1935年9月22日根據2591號命令設置，至1940年5月7日由最高苏维埃廢除為止前，為海軍最高軍階，僅兩人獲得。

## 人員
- 1935年11月20日：米哈伊爾·維克托羅夫，時任紅旗太平洋艦隊司令。
- 1935年11月20日：弗拉基米爾·奧爾洛夫，時任紅海軍部長。